# Melicharia baramia
Melicharia baramia är en insektsart som först beskrevs av William Lucas Distant 1910.  Melicharia baramia ingår i släktet Melicharia och familjen Flatidae. Inga underarter finns listade i Catalogue of Life.